# مرسيدس بنز الفئة إم
مرسيدس بنز الفئة ام (بالإنجليزية: Mercedes-Benz M-Class)‏ هي سيارة من صناعة مرسيدس بنز أنتجت في 1997م.

## معرض صور

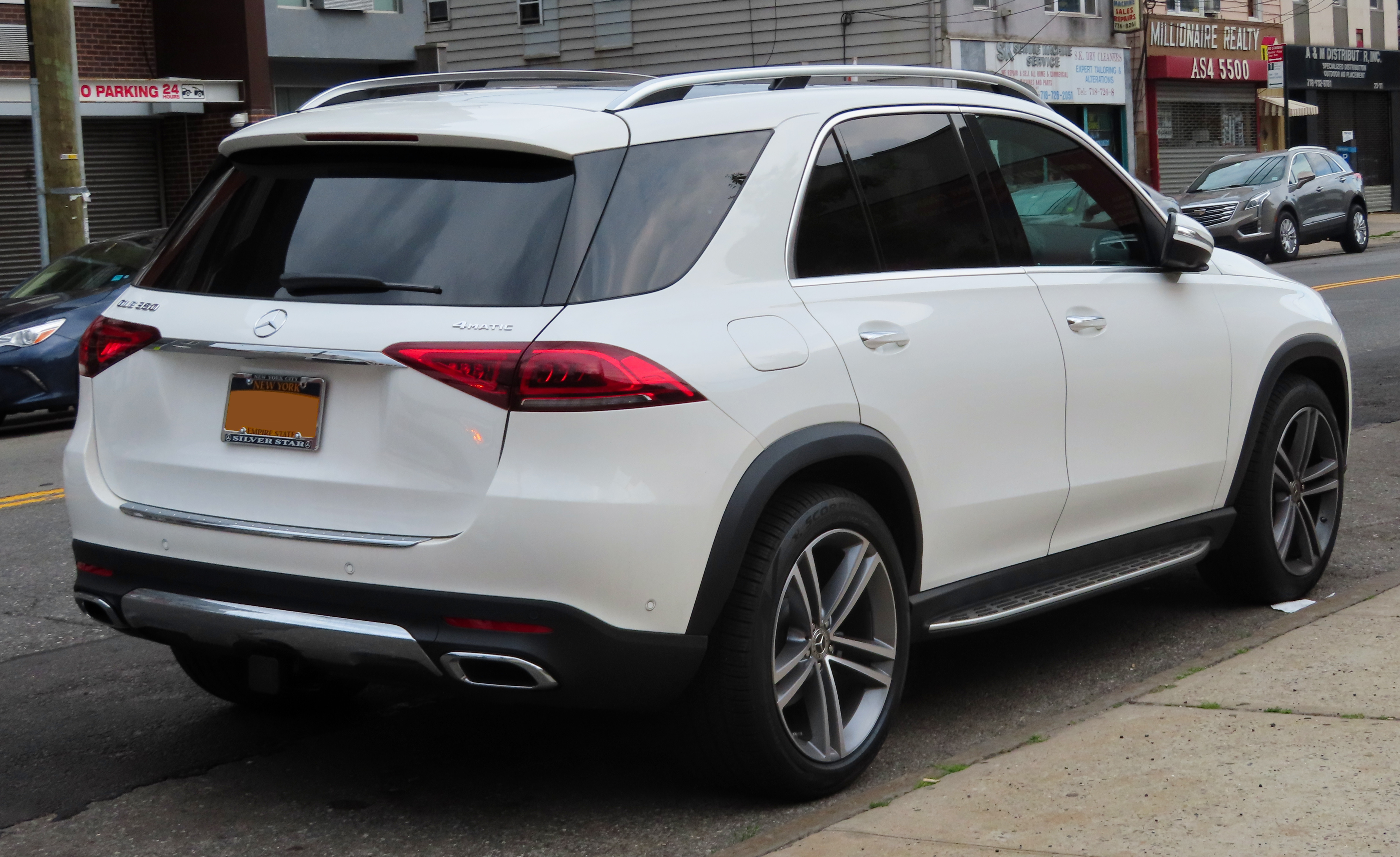
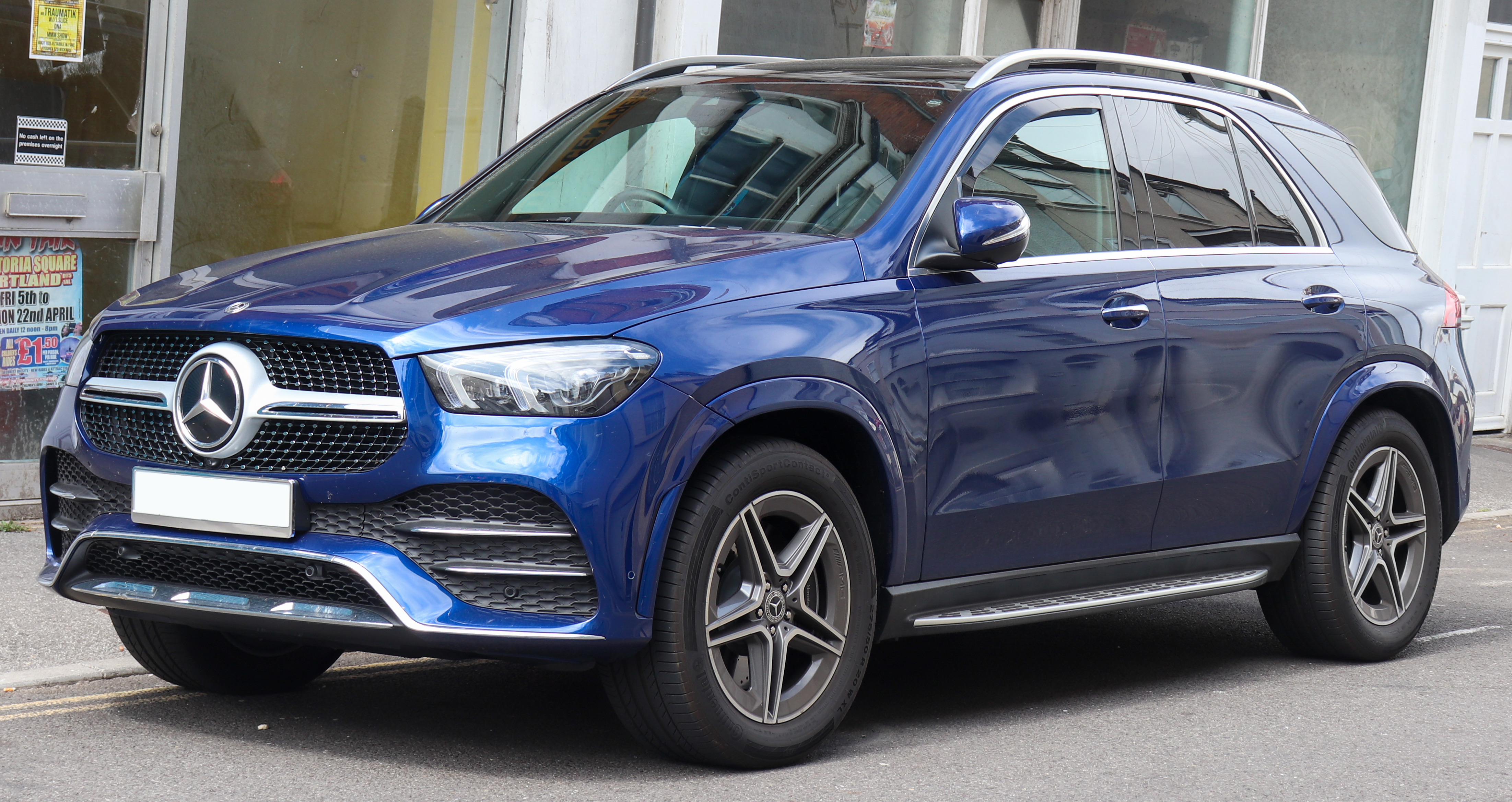
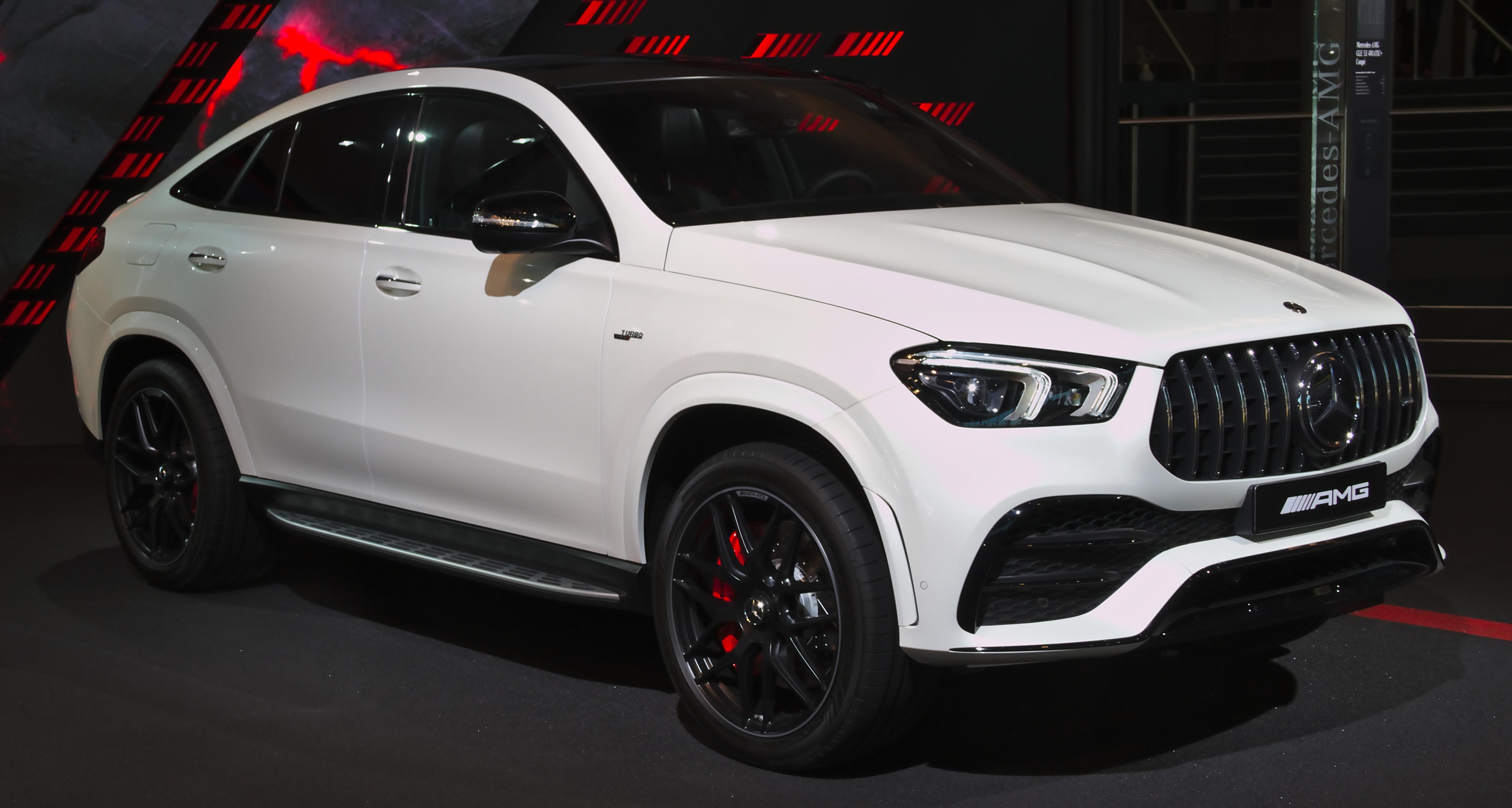
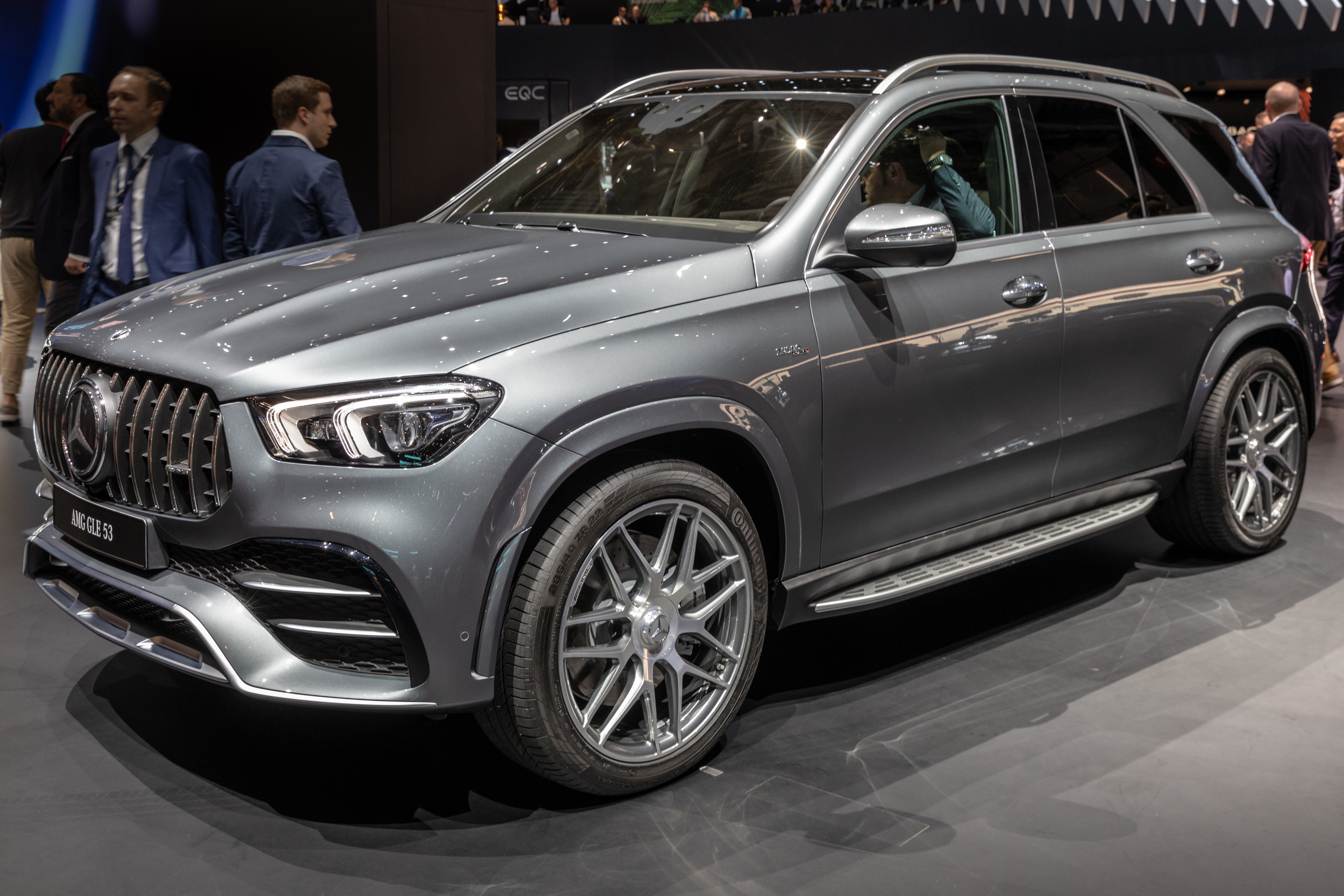
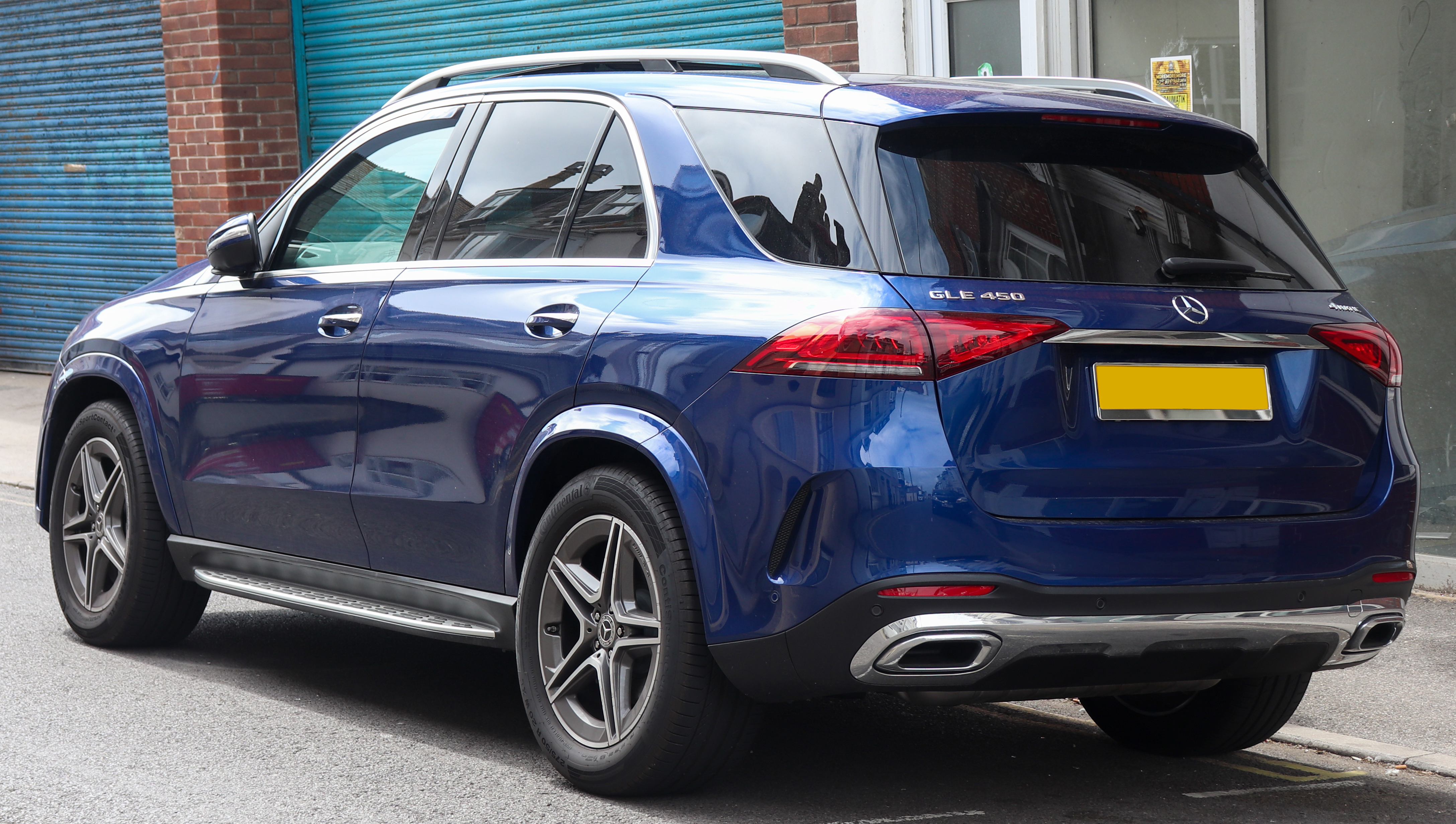
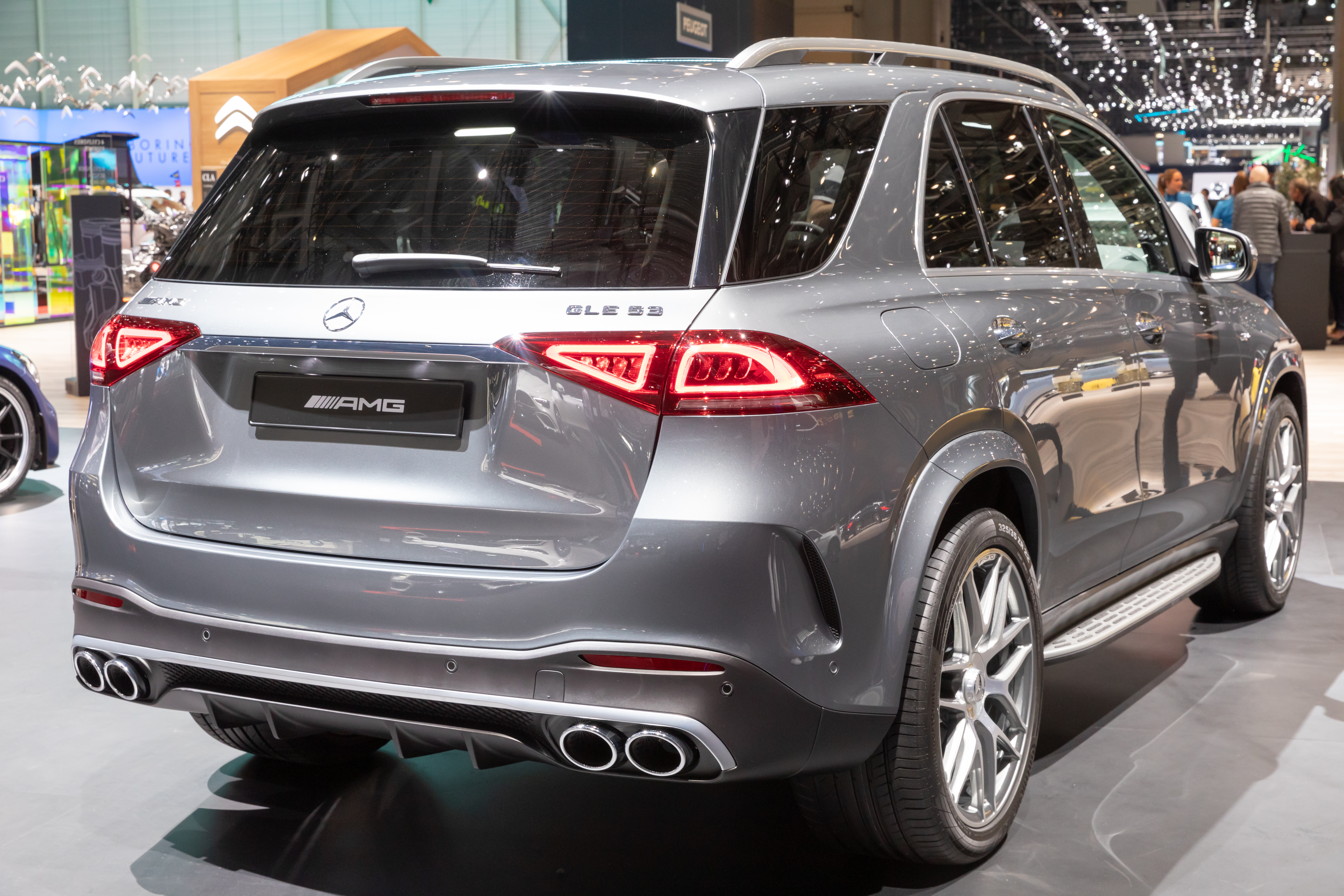